# Мар'янівка (Тернопільський район)
Мар'я́нівка —  село в Україні, у Великоберезовицькій селищній громаді Тернопільського району Тернопільської області. Розташоване на річці Нішла, в центрі району. До 1946 називалося Маріянка.
Населення — 548 осіб (2003).
До 2018 — центр Мар'янівської сільської ради.

## Історія
До 1 липня 1926 року Мар'янівка — присілок села Купчинці (нині Козівського району).
1 серпня 1934 року внаслідок адміністративної реформи Мар'янівка включена до новоствореної в Тернопільському повіті об'єднаної сільської гміни Настасів.
На 1 січня 1939-го в селі із 870 жителів було 200 українців-греко-католиків, 180 українців-латинників, 10 поляків, 460 польських колоністів міжвоєнного періоду і 20 євреїв.
Від 2018 року ввійшло у склад Настасівської сільської громади. 
12 червня 2020 року, відповідно до розпорядження Кабінету Міністрів України № 724-р «Про визначення адміністративних центрів та затвердження територій територіальних громад Тернопільської області» увійшло до складу Великоберезовицької селищної громади.
19 липня 2020 року, в результаті адміністративно-територіальної реформи та ліквідації Тернопільського району, село увійшло до складу новоутвореного Тернопільського району.

## Населення
Згідно з переписом УРСР 1989 року чисельність наявного населення села становила 573 особи, з яких 264 чоловіки та 309 жінок.
За переписом населення України 2001 року в селі мешкали 552 особи. 100 % населення вказало своєю рідною мовою українську мову.

## Релігія
Є молитовна каплиця Пречистої Діви Марії, УГКЦ (1893, мурована).
21 вересня 2004 року в селі освячено нову муровану церкву Різдва Пресвятої Богородиці  УГКЦ.
Є фігура Діви Марії.
28 лютого 2020 р. на горищі храму були знайдені ікони 126 річної давності. Знайшли їх настоятель храму о. Іван Зозуля, його старший брат Петро та майстри, які в цей час займались відновленням будівлі, а саме перекривали храм. Як повідомляв о. Іван Зозуля, декан Великоберезовицький, це важлива знахідка. Вона відкриває нам частину оригінальної, духовної спадщини нашої громади, історію сакрального мистецтва України. Завдяки цій знахідці вдалося підтвердити інформацію про меценатів храму – сім’ю Романа та Ксенію Малевичів. Реставрували майстри із Львова. Робота тривала 2 роки. Над відновленням працювали реставратори Роксолана Мокрій та Юрій Буньо. Зараз ікони в Мар'янівці.

## Пам'ятки
Насипана символічна могила Борцям за волю України (1991).

## Соціальна сфера
Діють ЗОШ I—II ступенів, бібліотека, ФАП, магазин.

## Відомі люди

### Народилися
- С. Дембицький — громадський діяч.
- Рудий Андрій Ярославович (1996-2022) — молодший сержант Збройних сил України, учасник російсько-української війни[10].

## Галерея

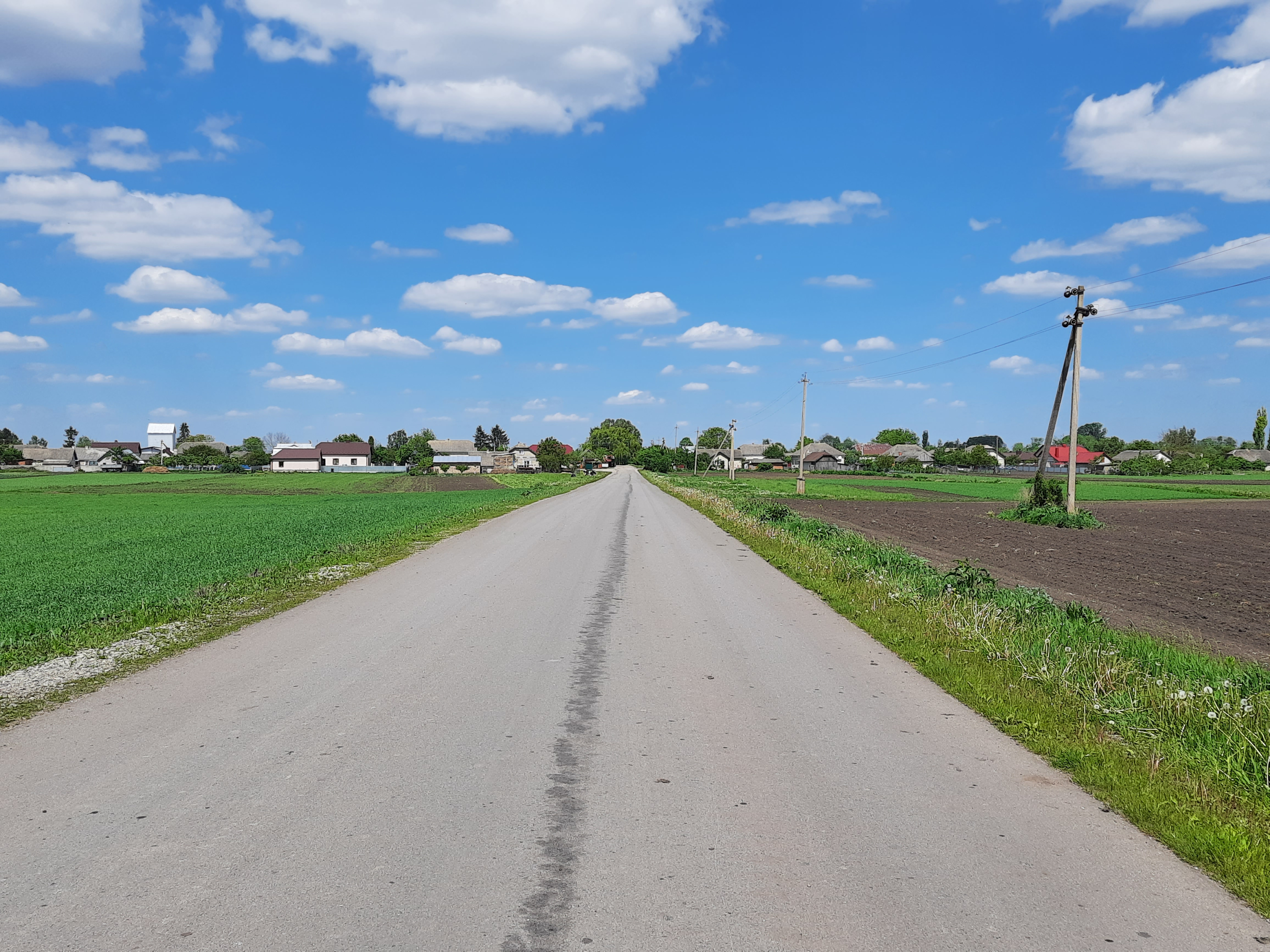
Дорога в село
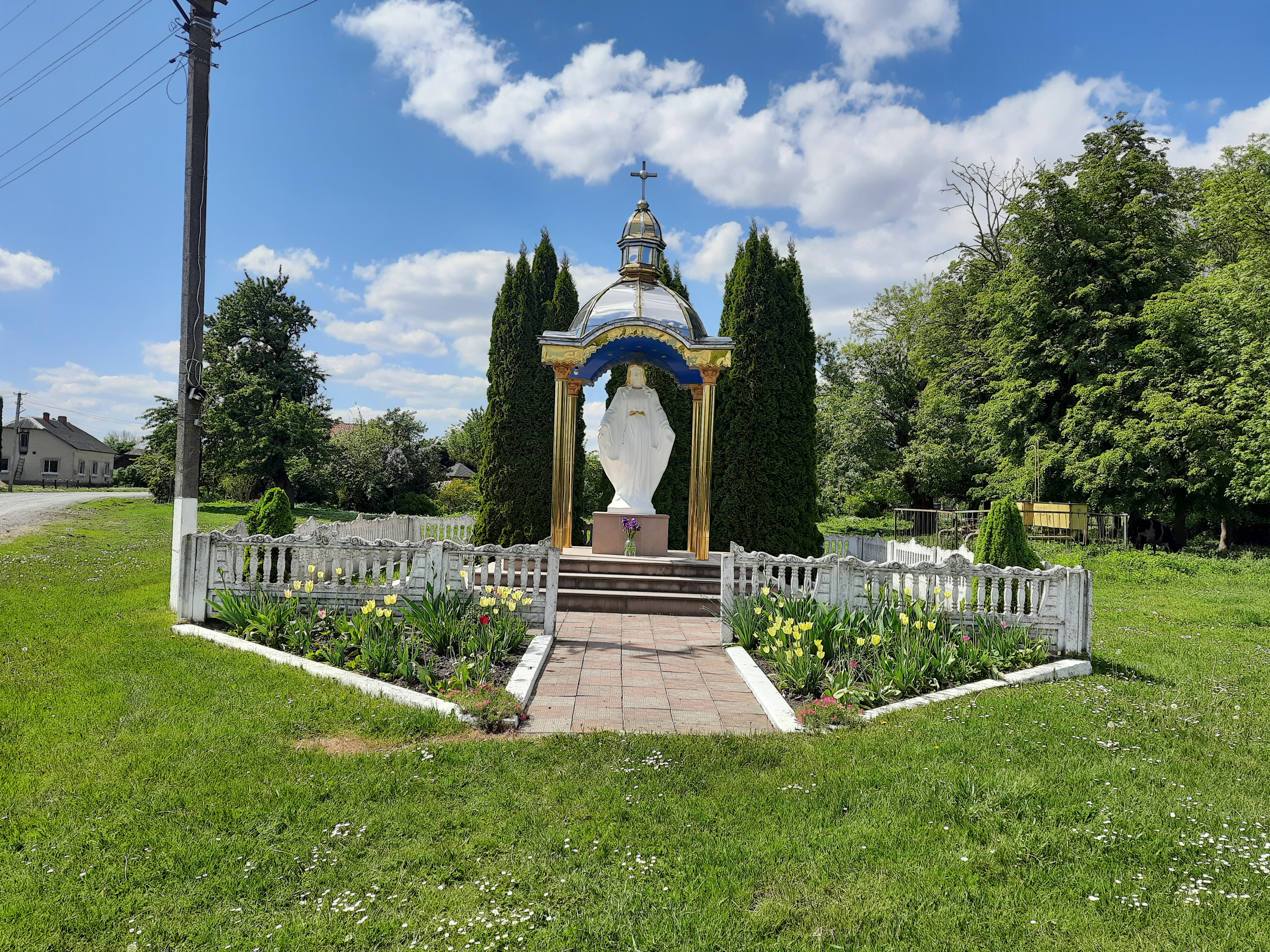
Статуя Божої Матері
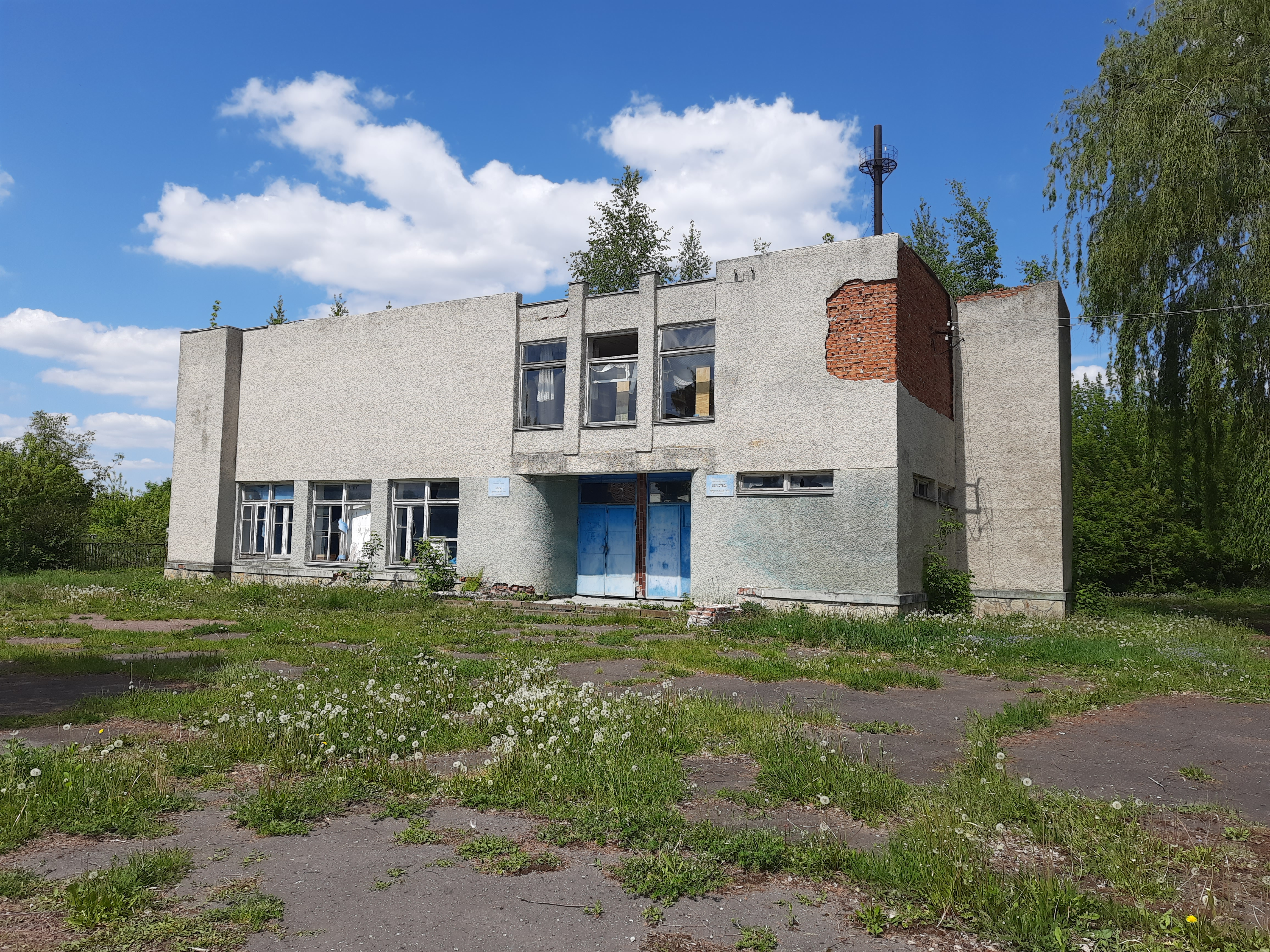
Будинок культури
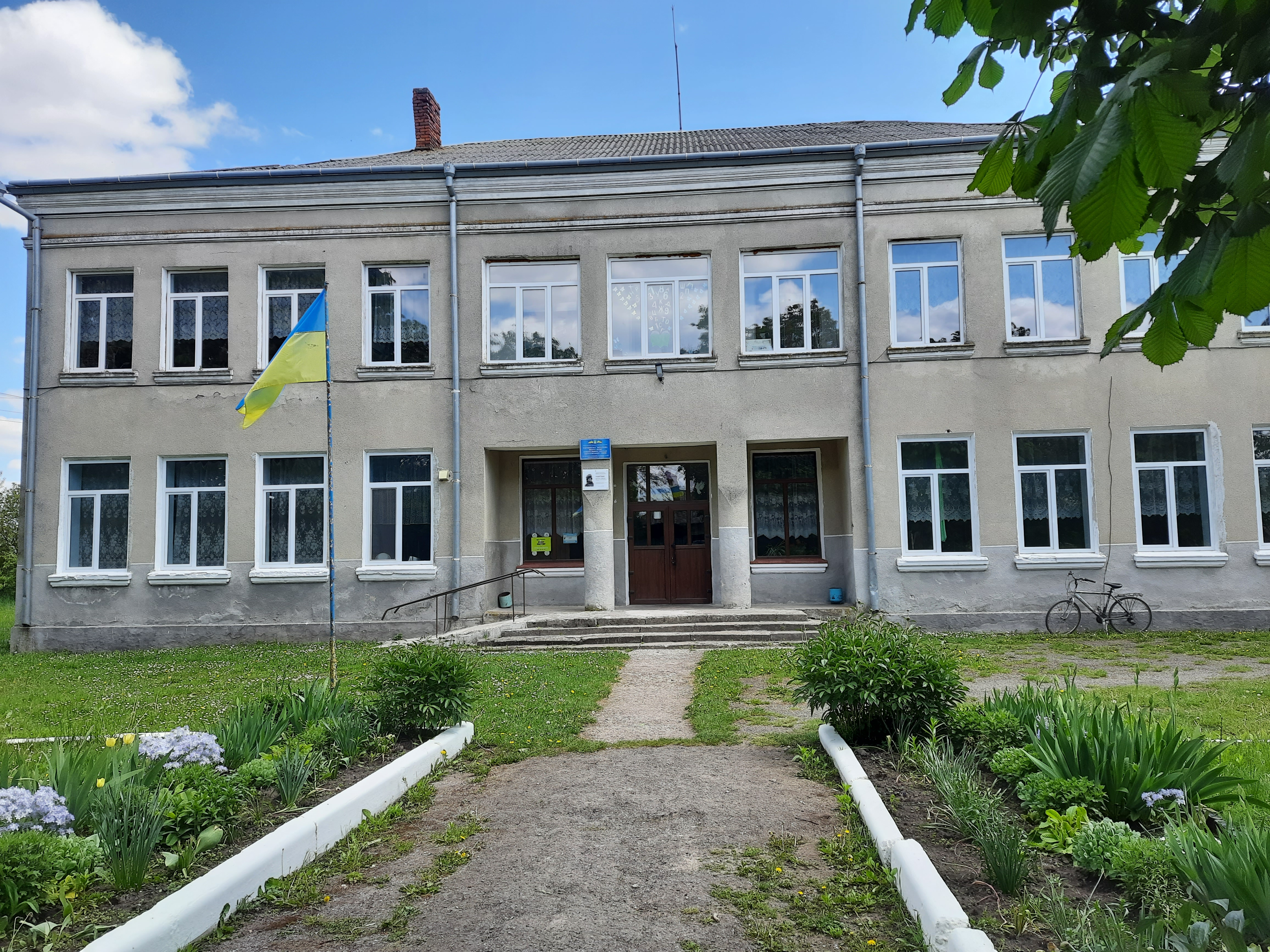
Школа
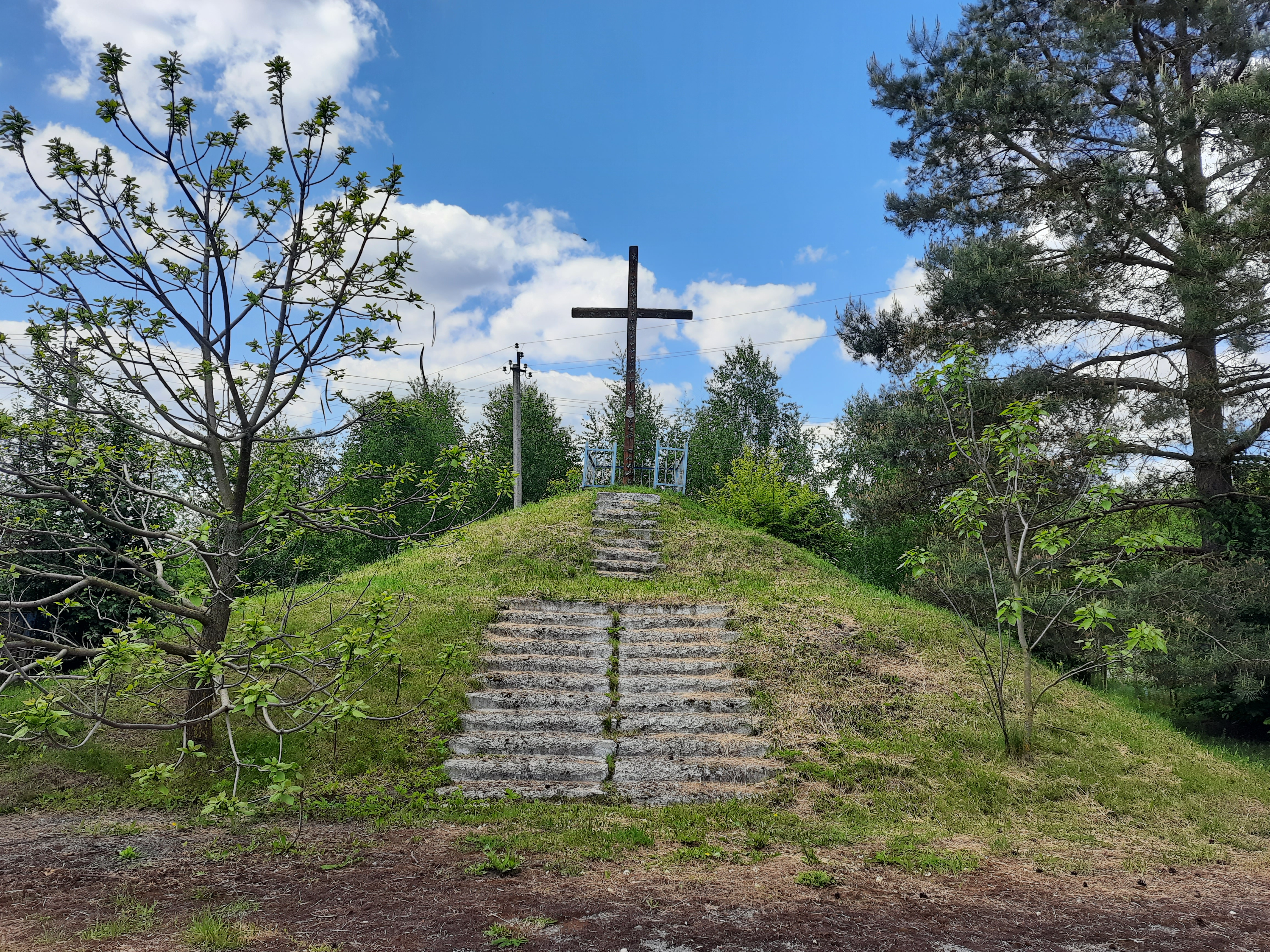
Символічна могила Борцям за волю України